# Refuge de l'Arche
 (juin 2023).
- Si vous ne connaissez pas le sujet, laissez ce bandeau (vous pouvez alors contacter les auteurs).
- Si vous supprimez le contenu mis en cause (vous pouvez préalablement contacter les auteurs),

argumentez précisément cette suppression dans la page de discussion
(un manque de référence n'est pas un argument ; une recherche réelle de référence doit avoir été effectuée, être formellement documentée).
 (juillet 2024).
L'article doit être relu — et modifié si nécessaire — par des contributeurs indépendants pour apporter un regard critique aux contributions effectuées en violation des conditions d'utilisation de Wikipédia, tant sur la forme (notamment concernant le style encyclopédique, la proportionnalité) que sur le fond (la neutralité de point de vue, la qualité et l'indépendance des sources).
 (février 2019).
Si vous disposez d'ouvrages ou d'articles de référence ou si vous connaissez des sites web de qualité traitant du thème abordé ici, merci de compléter l'article en donnant les références utiles à sa vérifiabilité et en les liant à la section « Notes et références ».
Le refuge de l'Arche est un établissement spécialisé dans l'accueil d'animaux sauvages, situé à Saint-Fort, au sud de l'agglomération de Château-Gontier, en Mayenne. Les animaux accueillis sont majoritairement issus de captivité, provenant de particuliers, de saisies par les autorités, de fermetures de parcs zoologiques, de laboratoires. L'établissement est ouvert au public permettant ainsi de sensibiliser les visiteurs sur l'utilisation des animaux sauvages dans notre société, à travers les nombreuses histoires de ses pensionnaires reprises devant les enclos. La fréquentation du public, avoisinant les 80 000 visiteurs par an, contribue largement au financement des lieux. Michel Drucker et Dany Saval sont les parrains du refuge, et Mylène Demongeot fut sa présidente d'honneur à la fin de sa vie.

## Historique
Le refuge est géré par Le CEPAN (Club d'étude et de protection des animaux et de la nature), association naturaliste créée en 1968 par Christian Huchedé.
En 2014, le refuge de l'Arche double sa surface et s'engage dans un plan de restructuration et d'extension, visant l'aménagement des 10 nouveaux hectares et la revalorisation des espaces existants. Ce plan a pour objectifs d'améliorer les conditions de vie des animaux sanctuarisés, de se doter de nouveaux locaux de quarantaine et de soins pour les animaux arrivants et de renforcer l'action éducative et pédagogique des lieux. Ce programme est porté par l'association CEPAN et différents contributeurs comme : la communauté de communes de Château-Gontier (470 000 €), ou de fondations privés comme 30 millions d'amis ou la Fondation Brigitte-Bardot, pour un montant total de 5.4 millions d'euros TTC,.
Le 24 novembre 2014, l'association CEPAN est reconnue d'utilité publique par décret ministériel. En 2015, le refuge de l'Arche devient membre de EARS, un réseau européen de refuges et de sanctuaires.
Comme d'autres refuges, le refuge de l'Arche se prépare à accueillir des animaux des cirques, faisant suite à la nouvelle législation interdisant la détention commerciale d'animaux sauvage,.
Le parc apparait en 1999 dans l'émission télévisée 30 millions d'amis et en 2018 dans L'Info du vrai, Canal+.

## Dirigeants
- Depuis octobre 2022 : Jean-Marie Mulon[11]